# Лана (имя)
Лана — женское имя, которое встречается главным образом в русскоязычных и англоязычных странах. Принадлежит к числу новых имён, распространившихся во второй половине XX века.
В англоязычных странах имя вошло в моду после того, как такой псевдоним для себя выбрала в 1937 году Джулия Тёрнер, ставшая одной из популярнейших голливудских актрис 1940-х годов. На многих сайтах приведена версия, что английское имя образовано от гэльского слова Ailin («камушек»), однако ранее 1937 года оно практически не употреблялось.
В русскоязычных странах имя Лана вошло в употребление в последней трети XX века — первоначально как сокращение от имени Светлана (реже от Руслана, Иоланта и т.п.)
Имя также является популярным в Армении и Грузии.